# Todd Birr
Todd Birr (ur. 20 kwietnia 1968 w Mankato, Minnesota) – praworęczny amerykański curler. Zawodnik Caledonian Curling Club w Mankato, w curling gra od 1984 roku. Na co dzień pracuje jako operator maszyn w spawalni metali Maple River Welding.
Drużyna pod jego przewodnictwem wygrała mistrzostwa kraju 2007 pokonując w finale Pete’a Fensona. W Mistrzostwach Świata zespół zdobył brązowe medale. W 2009 Birrowi udało się zająć trzecie miejsca w mistrzostwach kraju i kwalifikacjach olimpijskich.

## Drużyna
Sezon 2013/2014
- Doug Pottinger
- Tom O’Connor
- Troy Schroeder

Sezon 2012/2013
- Doug Pottinger
- Tom O’Connor
- Kevin Birr

Sezon 2011/2012
- Greg Romaniuk
- Doug Pottinger
- Tom O’Connor

Sezon 2009/2010
- Paul Pustovar
- Tom O’Connor
- Kevin Birr

Sezon 2006/2007
- Bill Todhunter
- Greg Johnson
- Kevin Birr
- Zach Jacobson